# Batkoa cercopidis
Batkoa cercopidis är en svampart som först beskrevs av S. Keller, och fick sitt nu gällande namn av B. Huang, Humber & K.T. Hodge 2007. Batkoa cercopidis ingår i släktet Batkoa och familjen Entomophthoraceae.   Inga underarter finns listade i Catalogue of Life.